# Ana Lucía Hill Mayoral
Ana Lucía Hill Mayoral (Hermosillo, Sonora; 15 de octubre de 1971) es una académica, profesora y política mexicana, miembro de Morena. En febrero de 2021 fue nombrada Secretaria de Gobierno del Estado de Puebla. Entre el 13 y el 15 de diciembre de 2022 fue encargada de despacho de la gubernatura del Estado de Puebla a consecuencia de la muerte del gobernador Miguel Barbosa Huerta. Tras ese periodo, renunció a la Secretaría de gobierno. Como académica se ha especializado en temas de protección civil.

## Trayectoria académica
Ana Lucía Hill Mayoral nació el 15 de octubre de 1971 en Hermosillo, Sonora, México. Estudió la licenciatura en ciencias sociales en el Instituto Tecnológico Autónomo de México, la maestría en gestión política en la Universidad George Washington de Estados Unidos y el doctorado en manejo de crisis, desastres y riesgos en la misma institución. Fue docente de la Universidad Anáhuac México, del Instituto Tecnológico y de Estudios Superiores de Monterrey en su campus de la Ciudad de México y de la Escuela Nacional de Protección Civil en su campus de Chiapas.
En junio de 2003 fue condecorada por el gobierno del estado de Kentucky por «la contribución que ha hecho a la comunidad latinoamericana en Estados Unidos». Se ha desempeñado como asesora en materia de protección civil de la Cámara de Diputados de México, del Congreso de la Ciudad de México y del Gobierno de Jamaica.

## Trayectoria política
El 27 de enero de 2020 fue nombrada coordinadora general de protección civil del Estado de Puebla por el gobernador Miguel Barbosa. El 24 de febrero de 2021 fue nombrada secretaria de gobernación del Estado de Puebla.
El 13 de diciembre de 2022 fue designada como encargada de despacho de la Gubernatura del Estado de Puebla tras la muerte de Miguel Barbosa Huerta. Ocupó el cargo durante dos días, hasta la madrugada del 15 de diciembre, cuando la LXI Legislatura del Congreso del Estado de Puebla designó a Sergio Salomón Céspedes cómo gobernador sustituto. Ese mismo día, Hill Mayoral presentó su renuncia a la Secretaría de Gobernación del Estado de Puebla.